# Badminton-Europameisterschaft 1968
Die 1. Badminton-Europameisterschaft fand vom 19. April bis 21. April 1968 in der Ruhrlandhalle in Bochum (Deutschland) statt und wurde von der European Badminton Union und dem Deutschen Badminton-Verband ausgerichtet.

## Medaillengewinner
| Disziplin    | Gold                           | Silber                         | Bronze                        |
| ------------ | ------------------------------ | ------------------------------ | ----------------------------- |
| Herreneinzel | Sture Johnsson                 | Wolfgang Bochow                | Elo Hansen                    |
| Herreneinzel | Sture Johnsson                 | Wolfgang Bochow                | Jørgen Mortensen              |
| Dameneinzel  | Irmgard Latz                   | Marieluise Wackerow            | Eva Twedberg                  |
| Dameneinzel  | Irmgard Latz                   | Marieluise Wackerow            | Angela Bairstow               |
| Herrendoppel | David Eddy Roger Powell        | Tony Jordan Roger Mills        | Robert McCoig Mac Henderson   |
| Herrendoppel | David Eddy Roger Powell        | Tony Jordan Roger Mills        | Franz Beinvogl Willi Braun    |
| Damendoppel  | Margaret Boxall Susan Whetnall | Angela Bairstow Gillian Perrin | Agnes Geene Joke van Beusekom |
| Damendoppel  | Margaret Boxall Susan Whetnall | Angela Bairstow Gillian Perrin | Anne Flindt Bente Sørensen    |
| Mixed        | Tony Jordan Susan Whetnall     | Roger Mills Gillian Perrin     | Wolfgang Bochow Irmgard Latz  |
| Mixed        | Tony Jordan Susan Whetnall     | Roger Mills Gillian Perrin     | Klaus Kaagaard Anne Flindt    |

## Finalresultate
| Disziplin    | Sieger                         | Finalist                       | Ergebnis           |
| ------------ | ------------------------------ | ------------------------------ | ------------------ |
| Herreneinzel | Sture Johnsson                 | Wolfgang Bochow                | 17–14, 11-15, 15–5 |
| Dameneinzel  | Irmgard Latz                   | Marieluise Wackerow            | 11–4, 7-11, 11–6   |
| Herrendoppel | David Eddy/Roger Powell        | Tony Jordan/Roger Mills        | 7-15, 15–13, 15–5  |
| Damendoppel  | Margaret Boxall/Susan Whetnall | Angela Bairstow/Gillian Perrin | 15–7, 18–13        |
| Mixed        | Tony Jordan/Susan Whetnall     | Roger Mills/Gillian Perrin     | 15–13, 15–9        |

## Medaillenspiegel
| Pos. | Land           | Gold | Silber | Bronze | Total |
| ---- | -------------- | ---- | ------ | ------ | ----- |
| 1    | England        | 3    | 3      | 1      | 7     |
| 2    | BR Deutschland | 1    | 2      | 2      | 5     |
| 3    | Schweden       | 1    | 0      | 1      | 2     |
| 4    | Dänemark       | 0    | 0      | 4      | 4     |
| 5    | Schottland     | 0    | 0      | 1      | 1     |
| 5    | Niederlande    | 0    | 0      | 1      | 1     |